# 스캇 브레너
스캇 브래너(영어: Scott Brenner) 목사는 한국에 있는 주님의 교회 담임 목사이며, 리바이츠 미니스트리 인터내셔널의 설립자이자 디렉터이다. 그는 1961년에 미국에서 태어났다.

## 주님의 교회
주님의 교회는 KAICAM(한국독립교회·선교단체연합회)에 소속되어 있고 현재 판교와 부산 두 지역에 캠퍼스를 두고 있는 멀티 사이트 교회이며, 예배 · 하나님의 말씀 · 기도 · 교제 · 사역에 가치를 둔 지역 교회이다.

## 레위지파 미니스트리 인터내셔널
레위지파 미니스트리는 비영리 복음주의 연합회이다.
레위지파 미니스트리의 비전은 이 땅의 모든 나라가 예수 그리스도의 주님 되심을 받아들이고, 교회가 세상의 빛으로서의 역할을 갖추어 온 땅이 하나님의 영광으로 충만하게 되는 것이다.
또 이와 함께 복음적인 예배와 생명을 거듭나게 하는 사역으로 아시아를 중심으로 많은 나라에서 영적 각성이 일어나기를 소망하는 비전을 가지고 있다.

## 저서
- 《레볼루션: 어린양의 혁명》 (헤럴드BOOKS)
- 《가슴 뛰는 예배》 (넥서스CROSS)
- 《하나님 예배자》 (규장)

## 발매 앨범
- 레위지파 디지털 싱글 《나 주의 것 (Acoustic Ver.), I Am Yours (Acoustic Ver.)》
- 레위지파 정규 3집 《나 주의 것》
- 레위지파 디지털 싱글 《나의 뜻을 정했노라, 경배합니다, 예수 주 이름, All That I Can Say, That Is Why》
- 레위지파 정규 2집 《레볼루션》
- 레위지파 정규 1집 《어웨이크닝》
- 전 《다윗의 장막》 1~10집의 디렉터 및 앨범 프로듀서
- 개인 앨범 《King of Glory》
- 개인 앨범 《Draw Near To Me》
- 개인 앨범 《The Divine Whisper》
- 개인 앨범 《Paradise Is Waiting》
- 개인 앨범 《Kingdom And The Power》

## 관련 사이트
- www.thelord.or.kr 주님의 교회
- www.leviworship.com 레위지파 미니스트리